# Endian Firewall
Endian Firewall è una distribuzione Linux dedicata al Routing/Firewalling e Unified Threat Management.
Endian si suddivide in due versioni, una versione libera e una proprietaria per l'appliance.
La versione libera, detta Endian Firewall Community, è un sistema completo, sviluppato dalla comunità open source e distribuito sotto licenza GPL; tale distribuzione è sviluppata per essere utilizzata su architettura X86.
Originariamente Endian si basava su IpCop, che a sua volta era un fork di Smoothwall.
La versione commerciale è una soluzione proprietaria, basata in parte su quella libera, sviluppata e adattata appositamente per hardware dedicato.
L'appliance è quindi prodotto e distribuito dall'azienda italiana Endian Spa.
La versione 3.2 di Endian Firewall Community contiene le seguenti funzionalità:
- Firewall
- Regole di NAT: PortForward e OutBound (non abilitato di default)
- Virtual Private Network (VPN) Gateway con OpenVPN o IPsec
- Antivirus (ClamAV per la versione Community)
- Antispam
- Transparent HTTP/HTTPS Proxy
- Content Filter
- Email Proxy (SMTP, POP3)
- Network Address Translation
- Multi IP address (aliases)
- Interfaccia web HTTPS web
- Statistiche delle connessioni
- Log del traffico di rete
- Invio dei log ad un server esterno
- DHCP-Server
- NTP-Server
- Intrusion Detection System / Intrusion Prevention System
- Supporto CPU INTEL e AMD Multi-Core / Hyper-Threading